# Braćeni
Braćeni (en serbe cyrillique : Браћени) est un village du sud du Monténégro, dans la municipalité de Bar.

## Démographie

### Évolution historique de la population
| 1948 | 1953 | 1961 | 1971 | 1981 | 1991 | 2003 |
| ---- | ---- | ---- | ---- | ---- | ---- | ---- |
| 38   | 36   | 66   | 55   | 31   | 22   | 19   |